# نجم كسول

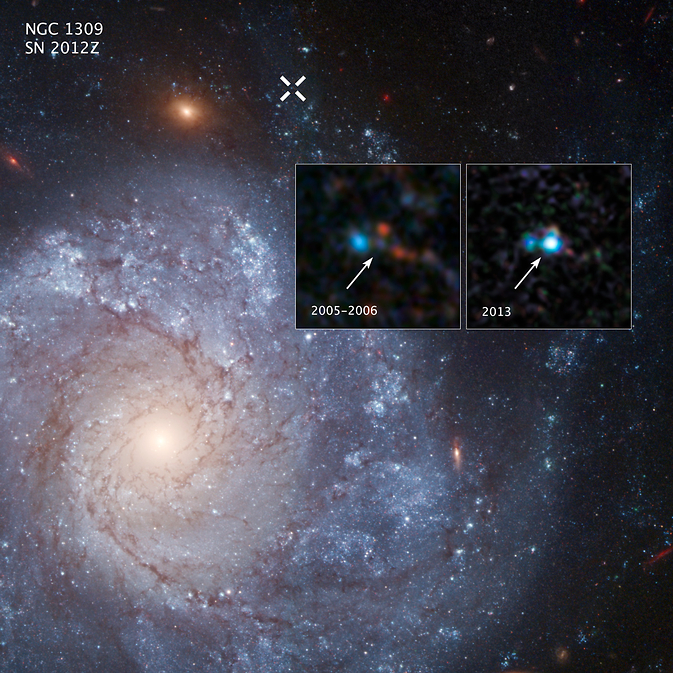
صورتان مركبتان على صورة المجرة الحلزونية إن جي سي 1309 إلتقطهما مرصد هابل الفضائي تظهران المستعر الأعظم 2012Z بين عامي 2005 و2013 وتظهر علامة X بالأبيض في الجزء العلوي من الصورة الرئيسية تشير إالي موقع المستعر الأعظم في المجرة.

النجم الكسول (نجم زومبي) (بالإنجليزية: Zombie star)‏ هو النتيجة الافتراضية لمستعر أعظم من النوع إي إكس يترك خلفه بقايا، بدلا من تشتيت الكتلة النجمية تماما.المستعرات العظمى من النوع إي إكس مماثلة لمستعر أعظم من النوع الأول، ولكن لها سرعة طرد أقل ولمعان منخفض.ويعتقد علماء الفلك أن المستعرات الأعظمية من النوع إي إكس تحدث بمعدل يتراوح بين 5 و 30 في المائة من معدل المستعرات الأعظمية من النوع الأول. وقد تم تحديد ثلاثين مستعر أعظم في هذه الفئة.

## النوع إي إكس
النوع إي إكس (بالإنجليزية: Type Iax)‏ المستعرات الأعظمية شبه المضيئة من النوع إي إكس تحدث عندما يتراكم الهيليوم على قزم أبيض .هذا النوع من المستعر الأعظم قد لا يدمر سلف القزم الأبيض بالكامل.في نظام ثنائي يتكون من قزم أبيض ونجم مرافق. يقوم القزم الأبيض بتجريد المواد من رفيقه. وعادة ما يصل القزم الأبيض في نهاية المطاف إلى كتلة حرجة، وتؤدي تفاعلات الانصهار إلى انفجار القزم الأبيض وتبددة تماما، ولكن في المستعر الأعظم من النوع إي إكس، تفقد فقط نصف كتلة القزم الأبيض.
ويعتقد علماء الفلك أن المستعر الأعظم 2012Z الذي اكتشف في عام 2012 في المجرة الحلزونية إن جي سي 1309 مستعر أعظم من النوع إي إكس.
ويعتقد العلماء أيضا أن المستعر م أ 2008 إتش إيه من النوع إي إكس، ولكن أضعف بكثير من 2012Z.